# 克丽斯特尔·斯特芬
克丽斯特尔·斯特芬（德語：Christel Steffin，1940年4月4日—），德国女子游泳运动员。她曾代表德国联队参加1956年和1960年夏季奥林匹克运动会游泳比赛，获得女子4×100米自由泳接力铜牌。